# Astronomia sferyczna
Astronomia sferyczna – jeden z najstarszych działów astronomii (a ściślej, astrometrii), zajmujący się matematycznym opisem widomych położeń ciał niebieskich i ich zmian, układami współrzędnych niebieskich itp. Jego nazwa wzięła się stąd, że kierunki ku obiektom na niebie dla ułatwienia często określa się poprzez podporządkowanie im odpowiednich punktów na powierzchni kuli, czyli sferze.
Astronomia sferyczna operuje matematycznymi metodami geometrii sferycznej. Pozwala przewidzieć położenia ciał na sferze niebieskiej, obserwowanych z dowolnego miejsca na Ziemi o określonym czasie i dacie.